# 圣伊藏德梅多克
圣伊藏德梅多克（法語：Saint-Yzans-de-Médoc，法語發音：[sɛ̃.t‿izɑ̃ də medɔk]，意为“梅多克的圣伊藏”）是法国吉伦特省的一个市镇，属于莱斯帕尔梅多克区。

## 地理
圣伊藏德梅多克（45°19'19"N, 0°49'18"W）面积11.54 平方千米，位于法国新阿基坦大区吉倫特省，该省份为法国西南部沿海省份，是法國本土面积最大的省，北起滨海夏朗德省，西临大西洋，南至朗德省，东南接洛特-加龍省，东临多爾多涅省。
与圣伊藏德梅多克接壤的市镇（或旧市镇、城区）包括：布莱尼昂-普里尼亚克、库凯克、奥尔多纳克、圣克里斯托利-梅多克、吉伦特河畔圣西耶、圣瑟兰德卡杜尔讷、圣索兰德科纳克、圣托马德科纳克。

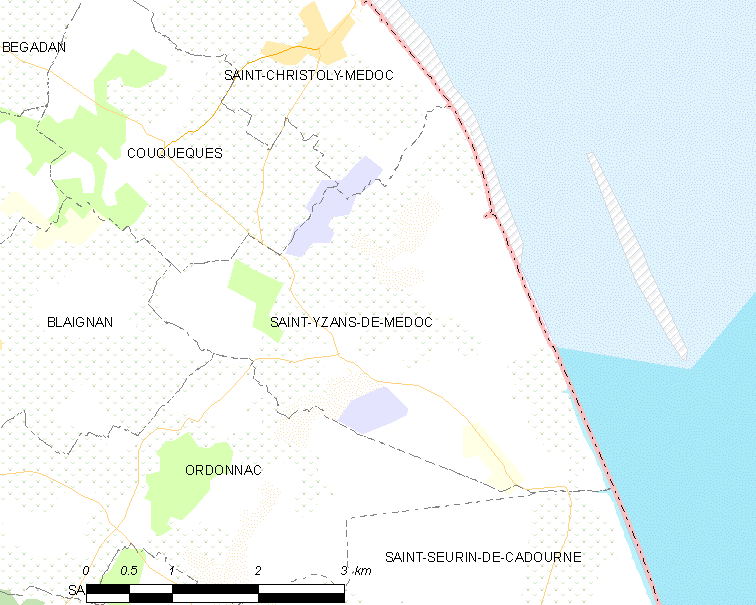
圣伊藏德梅多克的OSM定位图

圣伊藏德梅多克的时区为UTC+01:00、UTC+02:00（夏令时）。

## 行政
圣伊藏德梅多克的邮政编码为33340，INSEE市镇编码为33493。

## 政治
圣伊藏德梅多克所属的省级选区为北梅多克县。

## 人口

1962-2008年间圣伊藏德梅多克人口变化图示

圣伊藏德梅多克于2022年1月1日时的人口数量为344人。